# Highlands (Nova Jersey)
Highlands és una població dels Estats Units a l'estat de Nova Jersey. Segons el cens del 2007 tenia 5.310 habitants.

## Demografia
Segons el cens del 2000, Highlands tenia 5.097 habitants, 2.450 habitatges, i 1.193 famílies. La densitat de població era de 2.589,4 habitants/km².
Dels 2.450 habitatges en un 19,9% hi vivien nens de menys de 18 anys, en un 34,4% hi vivien parelles casades, en un 10,5% dones solteres, i en un 51,3% no eren unitats familiars. En el 41,7% dels habitatges hi vivien persones soles el 9% de les quals corresponia a persones de 65 anys o més que vivien soles. El nombre mitjà de persones vivint en cada habitatge era de 2,08 i el nombre mitjà de persones que vivien en cada família era de 2,9.
Per edats la població es repartia de la següent manera: un 18,8% tenia menys de 18 anys, un 7,3% entre 18 i 24, un 36,8% entre 25 i 44, un 25,8% de 45 a 60 i un 11,3% 65 anys o més.
L'edat mediana era de 39 anys. Per cada 100 dones de 18 o més anys hi havia 98 homes.
La renda mediana per habitatge era de 45.692 $ i la renda mediana per família de 50.985 $. Els homes tenien una renda mediana de 50.296 $ mentre que les dones 31.265 $. La renda per capita de la població era de 29.369 $. Aproximadament l'11,5% de les famílies i el 12,3% de la població estaven per davall del llindar de pobresa.

## Poblacions més properes
El següent diagrama mostra les poblacions més properes.